# Liste der Premierminister des Kosovo

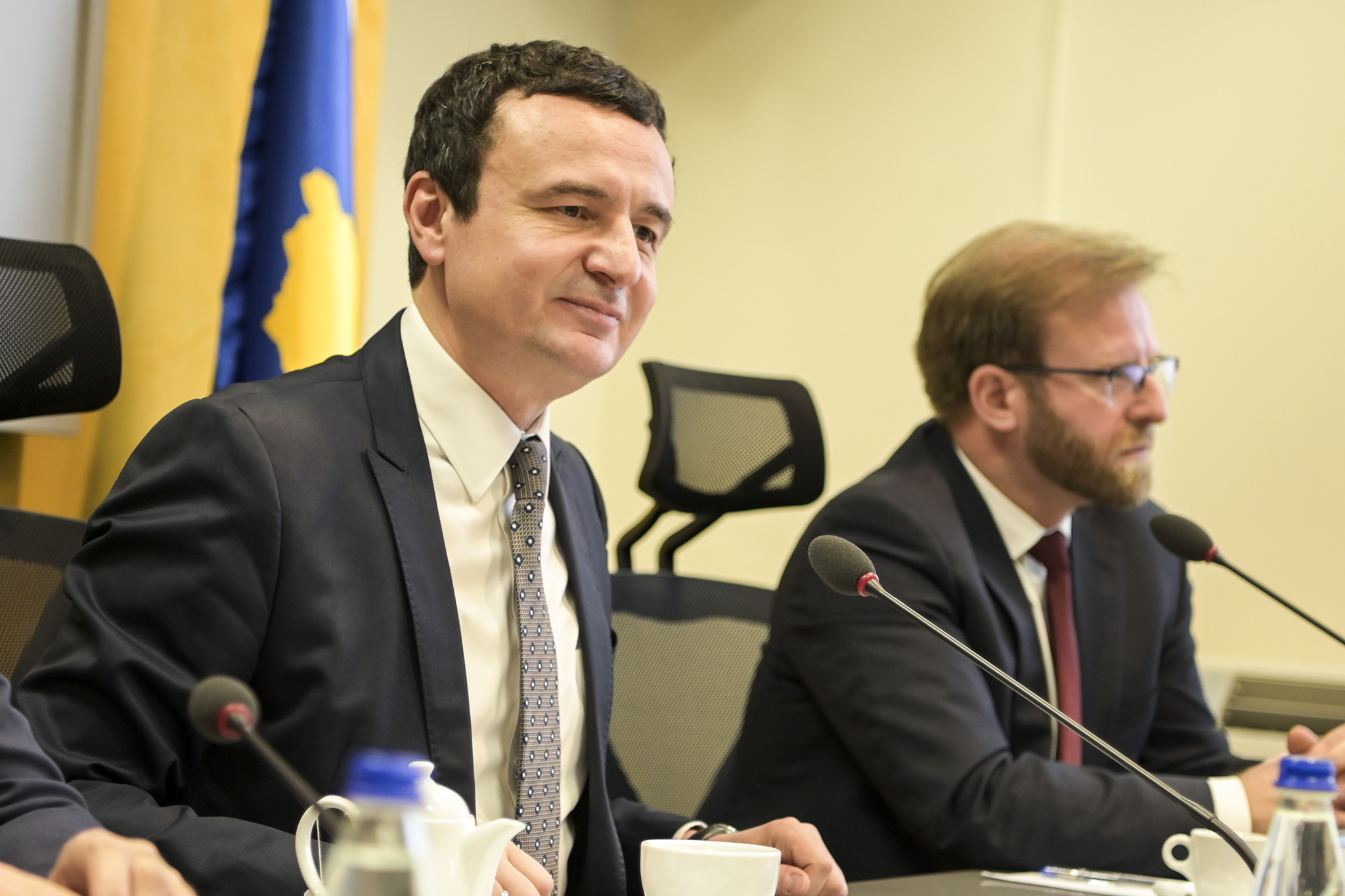
4. Premierminister Albin Kurti (links) seit 22. März 2021

Folgende Personen amtierten bzw. amtieren als Regierungschefs oder Premierminister des Kosovo (albanisch Kryeministri i Kosovës, serbisch Премијер Косова Premijer Kosovo):

## Sozialistische Autonome Provinz Kosovo (1944–1990)

### Vorsitzender des Exekutivrates des Volkskomitees
| Nr. | Premierminister (Lebensdaten)                   | Foto | Amtszeit            | Partei                       |
| --- | ----------------------------------------------- | ---- | ------------------- | ---------------------------- |
| 1.  | Fadil Hoxha (* 15. März 1916, † 22. April 2001) |      | 1945 – Februar 1953 | Bund der Kommunisten Kosovos |

### Vorsitzender des Exekutivrates
| Nr. | Premierminister (Lebensdaten)                             | Foto             | Amtszeit                        | Partei                       |
| --- | --------------------------------------------------------- | ---------------- | ------------------------------- | ---------------------------- |
| 1.  | Fadil Hoxha (* 15. März 1916, † 22. April 2001)           |                  | Februar 1953 – Juni 1963        | Bund der Kommunisten Kosovos |
| 2.  | Ali Shukriu (* 12. September 1916, † 6. Januar 2005)      | keines verfügbar | Juni 1963 – Mai 1967            | Bund der Kommunisten Kosovos |
| 3.  | Ilija Vakić (* 30. Juli 1932)                             |                  | Mai 1967 – Mai 1974             | Bund der Kommunisten Kosovos |
| 4.  | Bogoljub Nedeljković (* 1920, † 1986)                     |                  | Mai 1974 – Mai 1978             | Bund der Kommunisten Kosovos |
| 5.  | Bahri Oruçi (* 9. Februar 1930, † 16. Februar 2011)       |                  | Mai 1978 – Mai 1980             | Bund der Kommunisten Kosovos |
| 6.  | Riza Sapunxhiu (* 15. März 1925, † 6. September 2008)     | keines verfügbar | Mai 1980 – Mai 1982             | Bund der Kommunisten Kosovos |
| 7.  | Imer Pula (* 1921, † 2010)                                |                  | Mai 1982 – 5. Mai 1984          | Bund der Kommunisten Kosovos |
| 8.  | Ljubomir Neđo Borkovi (* 15. März 1916, † 22. April 2001) | keines verfügbar | 5. Mai 1984 – Mai 1986          | Bund der Kommunisten Kosovos |
| 9.  | Nazmi Mustafa (* 13. November 1941)                       | keines verfügbar | Mai 1984 – 10. März 1987        | Bund der Kommunisten Kosovos |
| 10. | Kaqusha Jashari (* 16. August 1946, † 6. Mai 2025)        | keines verfügbar | 10. März 1987 – 9. Mai 1989     | Bund der Kommunisten Kosovos |
| 11. | Nikolla Shkrelli (* 1944)                                 | keines verfügbar | 9. Mai 1989 – 1989              | Bund der Kommunisten Kosovos |
| 12. | Daut Jashanica (* 1948)                                   | keines verfügbar | 1989 – 4. Dezember 1989         | Bund der Kommunisten Kosovos |
| 13. | Jusuf Zejnullahu (* 1944)                                 |                  | 4. Dezember 1989 – 5. Juli 1990 | Bund der Kommunisten Kosovos |

## Provinz Kosovo (offizielle serbische Verwaltung, ab 1990)

### Vorsitzender des Exekutivrates
- aufgehoben vom 5. Juli 1990 bis 28. September 1998

### Vorsitzender des provisorischen Exekutivrates
| Nr. | Name              | Bild | Beginn             | Ende         | Partei |
| --- | ----------------- | ---- | ------------------ | ------------ | ------ |
| 1   | Zoran Andjelković |      | 28. September 1998 | 7. März 2002 |        |

### Minister für die Republik Kosovo in der serbischen Regierung
| Nr. | Name               | Bild | Beginn       | Ende          | Partei                     |
| --- | ------------------ | ---- | ------------ | ------------- | -------------------------- |
| 1   | Slobodan Samardžić |      | 15. Mai 2007 | 7. Juli 2008  | Demokratska stranka Srbije |
| 2   | Goran Bogdanović   |      | 7. Juli 2008 | 27. Juli 2012 | Socijaldemokratska stranka |

## Republik Kosovo (parallele albanische Verwaltung, 1990–2000)

### Premierminister
| Nr. | Name             | Bild | Beginn            | Ende            | Partei |
| --- | ---------------- | ---- | ----------------- | --------------- | ------ |
| 1   | Jusuf Zejnullahu |      | 7. September 1990 | 5. Oktober 1991 | SAPK   |
| 2   | Bujar Bukoshi    |      | 5. Oktober 1991   | 2. April 1999   | PK     |
| 3   | Hashim Thaçi     |      | 2. April 1999     | 1. Februar 2000 | AAK    |

## Kosovo unterUNMIK-Verwaltung (1999–2008)

### Premierminister
| Nr. | Name             | Bild | Beginn           | Ende             | Partei |
| --- | ---------------- | ---- | ---------------- | ---------------- | ------ |
| 1   | Bajram Rexhepi   |      | 4. März 2002     | 3. Dezember 2004 | PDK    |
| 2   | Ramush Haradinaj |      | 3. Dezember 2004 | 8. März 2005     | AAK    |
| 3   | Bajram Kosumi    |      | 23. März 2005    | 10. März 2006    | AAK    |
| 4   | Agim Çeku        |      | 10. März 2006    | 9. Januar 2008   | AAK    |
| 5   | Hashim Thaçi     |      | 9. Januar 2008   | 17. Februar 2008 | PDK    |

## Republik Kosovo (seit 2008)

### Premierminister
| Nr. | Name             | Bild | Beginn            | Ende                                                   | Partei | Kabinett              |
| --- | ---------------- | ---- | ----------------- | ------------------------------------------------------ | ------ | --------------------- |
| 1   | Hashim Thaçi     |      | 17. Februar 2008  | 9. Dezember 2014                                       | PDK    | Kabinett Thaçi III    |
| 2   | Isa Mustafa      |      | 9. Dezember 2014  | 9. September 2017                                      | LDK    | Kabinett Mustafa      |
| 3   | Ramush Haradinaj |      | 9. September 2017 | 19. Juli 2019 (bis 3. Februar 2020 geschäftsführend)   | AAK    | Kabinett Haradinaj II |
| 4   | Albin Kurti      |      | 3. Februar 2020   | 25. März 2020 (bis 3. Juni 2020 geschäftsführend)      | LVV    | Kabinett Kurti I      |
| 5   | Avdullah Hoti    |      | 3. Juni 2020      | 22. Dezember 2020 (bis 22. März 2021 geschäftsführend) | LDK    | Kabinett Hoti         |
| (4) | Albin Kurti      |      | 22. März 2021     | amtierend                                              | LVV    | Kabinett Kurti II     |